# Lebane
Lebane (serbocroata cirílico: Лебане) es un municipio y villa de Serbia perteneciente al distrito de Jablanica del sur del país.
En 2011 tiene 21 802 habitantes, de los cuales 10 062 viven en la villa y el resto en las 38 pedanías del municipio. La mayoría de la población se compone de serbios (20 398 habitantes), existiendo una importante minoría de gitanos (1251 habitantes).
Se ubica sobre la carretera 39, que une Leskovac con Kosovo.

## Pedanías
Junto con la villa de Lebane, pertenecen al municipio las siguientes pedanías:
| - Bačevina - Bošnjace - Buvce - Veliko Vojlovce - Geglja - Goli Rid - Gornje Vranovce - Grgurovce - Donje Vranovce - Drvodelj | - Ždeglovo - Klajić - Konjino - Krivača - Lalinovac - Lipovica - Lugare - Malo Vojlovce - Nova Topola | - Novo Selo - Pertate - Petrovac - Popovce - Poroštica - Prekopčelica - Radevce - Radinovac - Rafuna - Svinjarica | - Sekicol - Slišane - Togočevce - Ćenovac - Cekavica - Šarce - Šilovo - Štulac - Šumane |